# Chrysi Avgi
Chrysi Avgi (griechisch Χρυσή Αυγή [xriˈsi avˈʝi], „goldene Morgendämmerung“ oder „goldene Morgenröte“) ist eine neofaschistische und rechtsextreme Partei in Griechenland sowie eine kriminelle Vereinigung. Begründet wurde sie 1985 im Umfeld der seit 1980 erscheinenden gleichnamigen Zeitung; seit 1993 ist sie als Partei registriert, von 2012 bis 2019 war sie im griechischen Parlament vertreten. Die Vereinigung ist verantwortlich für die anhaltenden Gewalttaten gegen politische Gegner, Migranten, Nicht-Heterosexuelle und allgemein Andersdenkende in Griechenland. Gründer, Vorsitzender und Rädelsführer der Chrysi Avgi ist Nikolaos Michaloliakos.

## Ideologie und Anhänger
„Wir sind die Nachkommen derjenigen, die 1945 besiegt wurden. Das sind wir: Nationalisten, Nationalsozialisten, Faschisten.“

### Ideologie
Positionen der Chrysi Avgi umfassen territoriale Ansprüche an Nachbarstaaten sowie eine Politik gegen Einwanderer. Die Partei vertritt den Standpunkt, dass sich die griechische Wirtschaft durch Ölbohrungen wieder erholen soll. Anderen Parteien gegenüber wird eine polemische Sprache angewendet. So sei diesbezüglich von Diebstahl und Korruption die Rede, vor allem in Bezug auf das von der Troika verordnete Sparprogramm. Zudem mache die Partei Stimmung gegen LGBT. Die Partei diskriminiere Menschengruppen auf der Basis von Hautfarbe oder sexueller Orientierung und spreche ihnen universelle Rechte ab, so die außerordentliche Professorin für Politikwissenschaften Vassiliki Georgiadou von der Pantion-Universität Athen. Mitglieder der Partei würden die ehemaligen Diktatoren Ioannis Metaxas und Georgios Papadopoulos verehren.
Es finden regelmäßig öffentliche Versammlungen tausender Anhänger der Chrysi Avgi, meist zum Jahrestag eines verstorbenen Nationalhelden oder als Protest um ehemalige griechische Gebiete, statt (z. B. der jährliche Protest „IMIA’ 96“, bei dem gegen die türkische Regierung und den türkischen Staat protestiert wird, da die Türkei Anspruch auf einige kleinere griechische Inseln erhebt, oder zum Gedenken des Falls von Konstantinopel).
In einem Interview mit Die Welt sagen Theodoros Koudounas und der Abgeordnete Ioannis Vouldis, die Partei strebe eine Revolution und eine neue Zivilisation an. Zu diesem Zweck sollten „nur noch Menschen rein griechischen Blutes“ Wahlrecht haben, wenn eines Tages die „Goldene Morgendämmerung“ an die Macht komme. Bis dahin sei es ein weiter Weg, denn sie würden mit niemandem koalieren und wollten die absolute Mehrheit. Zudem soll das Bildungssystem geändert werden, um aus Griechenlands Jugend „eine wahre Nation“ zu formen. Gegenwärtig seien die Griechen „nur ein Volk, nicht eine Nation – denn zur Nation gehört eine Vision“. Daher solle der Geschichtsunterricht revolutioniert werden, Altgriechisch würde Pflichtfach werden.
Charis Kousoumbris, ein früheres Parteimitglied, verfasste das Buch Geständnis eines Chrysi-Avgi-Mitglieds (Η εξομολόγηση ενός Χρυσαυγίτη). Er schrieb darin, ihm sei vorgeschrieben worden, Adolf Hitlers Mein Kampf und die Schriften von Joseph Goebbels zu lesen, bevor er ein volles Mitglied der Partei geworden sei. In Kämpfen mit politischen Rivalen habe er Verletzungen davongetragen und sei dazu gezwungen worden, Gewalt gegenüber seinen Freunden anzuwenden, weil deren Meinung nicht mit dem Führer übereingestimmt habe. Auch die Turner Diaries von William Luther Pierce wurden bereits von der Partei beworben. Dimitri Psarras, Autor des Buchs Schwarzbuch Chrysi Avgi, sagte: „Diese Leute waren gewalttätig, lange bevor sie Mitglieder des Parlaments wurden. Es ist keine neo-faschistische oder extreme rechte Bewegung. Es ist die einzige Organisation in Griechenland, die Hitlerismus liebt und Alfred Rosenberg oder Goebbels liest. Gewalt ist für sie die Botschaft ihrer Politik“.
Am 25. August 2012 hielt Nikolaos Michaloliakos eine Rede vor Anhängern der Chrysi Avgi. Diese hielten Fackeln und sangen eine griechische Übersetzung des Horst-Wessel-Lieds. Die Versammelten riefen zudem „Blut und Ehre“, worauf sie Michaloliakos „Sturmtruppen“ nannte. Das Horst-Wessel-Lied wurde auch bereits bei anderen Veranstaltungen der Partei abgespielt. Laut der Partei gibt es einen Unterschied zum Hitlergruß und dem offiziellen Gruß der Partei, der angeblich „klassisch-dorisch“ sei.

### Jugendorganisation
Die jugendlichen Anhänger der Chrysi Avgi („Antepithesi“) haben regelmäßig Versammlungen, so zum Beispiel das Fest der griechischen Jugend unter dem Motto „Nationalismus heißt Widerstand“. Die Partei versucht Workshops und Geschichtsunterricht für Kinder zu etablieren, in denen sie für „nationales Bewusstsein“ und „griechische Ideale“ wirbt. Für die Herausgabe des Magazins Resistance Hellas-Antepithesi arbeitete die Chrysi Avgi mit der National Alliance aus den USA zusammen. In verschiedenen Schulen würden sich Gangs bilden, die ausländische Schüler und ihre Eltern mobben, sagte Nicodemos Maina Kinyua, Redakteur der Zeitschrift Asante. Im November 2012 brach eine Schlägerei zwischen albanischen und griechischen Schülern in einer Schule auf der Insel Kreta wegen eines Facebook-Events aus, das für eine Chrysí-Avgí-Versammlung warb – zwei Schüler kamen ins Krankenhaus. In derselben Schule war es bereits früher wegen nazistischer Parolen auf einer Tafel zum Kampf gekommen. In vielen weiterführenden Schulen beherrscht die Partei die Schülervertretungen. Zudem weist die Galazia Stratia (Blaue Armee), die von nationalistischen Hooligans ins Leben gerufen wurde, eine starke Verbindung zur Chrysi Avgi auf. Zu den Unterstützern und Mitgliedern der Chrysi Avgi zählen auch zahlreiche Mitglieder der griechischen NSBM-Szene, darunter alle Mitglieder der Band Der Stürmer, Aithir von Legion of Doom sowie Giorgos „Kaiadas“ Germenis von Naer Mataron. Die NSBM-Band Bannerwar hat auf ihrem Album To Honour Fatherland („Um [das] Vaterland zu ehren“) einen Mäander abgebildet. Auf dem Cover des Albums Aima ke Timi („Blut und Ehre“) der NSBM-Band Wolfnacht befindet sich ebenfalls ein Mäander und eine aufgehende Sonne. Am 23. Juli 2012 wurde zudem Artemis Matthaiopoulos als Mitglied des Parlaments für die Stadt Serres gewählt, der auch gleichzeitig der Frontmann der Nazipunk-Band Pogrom ist. Zu den Liedern der Band gehören Titel wie Μίλα Ελληνικά ή Ψόφα („Sprecht griechisch oder sterbt“), Auschwitz, welches antisemitische Inhalte aufweist, oder Ροκ για την Πατρίδα („Rock für das Vaterland“), das gegen Ausländer hetzt.

### Frauenorganisation
Die Partei versucht für Frauen interessant zu wirken und bietet daher kostenlose Selbstverteidigungskurse für Frauen an. Die „White Women’s Front“ (griechisch Μέτωπο Γυναικών, „Frauenfront“, ohne Hinweis auf „weiß“) hat jedoch keine eigenen politischen Positionen und setzt sich, wie die Partei selbst, gegen Feminismus und für Mutterschaft als höchstes Gut ein.

### Wähler
In den nördlichen und westlichen Stadtteilen, die an das Stadtzentrum Athens angrenzen, gibt es einen besonders hohen Anteil an Chrysi-Avgi-Wählern. Diese Stadtteile waren in den vergangenen Jahren durch „soziale Fehlentwicklungen“ gekennzeichnet. Aber auch in wohlhabenderen Gegenden konnte die Partei Erfolge verzeichnen. Während bei den Wahlen 2009 nur 0,29 % der Bevölkerung (weniger als 20 000 Wähler) die Partei wählten, waren es im Mai 2012 fast 7 %, also mehr als 440.000 Menschen.
Überdurchschnittliche Wahlergebnisse erreicht sie offenbar unter Polizisten, denn in den Wahllokalen, in denen die Polizei wählte, erlangte sie bei den Parlamentswahlen im Juni 2012 17 bis 25 Prozent. Im  Schwarzbuch Chrysi Avgi schreibt Dimitris Psarras von einer Osmose zwischen Polizisten und Mitarbeitern bei privaten Sicherheitsdiensten oder der Türsteherszene, die im Nachtclubbereich beschäftigt ist. Die Zeitung The Guardian berichtete vom Vorwurf des Übergriffs der Polizei gegen Demonstranten, die im Anschluss einer antifaschistischen Demonstration festgenommen worden waren. Der Guardian berichtete auch, dass die Polizei Opfern von Gewalt empfohlen habe, sich an die Chrysi Avgi zu wenden. Im September 2013 wurden mindestens vier führende Polizisten versetzt, weil sie Kontakte zur Chrysi Avgi hatten und zum Teil in die Partei verstrickt waren. Im Zuge einer Durchsuchungswelle gegen die Chrysi Avgi im September 2013 wurden zwei weitere Polizeibeamte verhaftet. 10 Polizisten hatten eine direkte Verbindung zu der Partei.
Die Anzahl der Parteibüros der Chrysi Avgi ist im Jahr 2012 sprunghaft angestiegen und lag im Oktober 2012 bei ca. 60 in ganz Griechenland. Nach Umfragewerten lag die Partei im Herbst 2012 bei 12 %, damit wäre sie zu diesem Zeitpunkt die drittpopulärste Partei im Land gewesen.
Eine Umfrage im Auftrag der Zeitung To Vima ergab, dass 67,5 Prozent der Griechen für ein Verbot der Partei sind.
Der Sänger Notis Sfakianakis bekennt sich als Unterstützer der Chrysi Avgi.

### Wahlergebnisse
Bei den Kommunalwahlen im November 2010 erzielte Chrysi Avgi in Athen 5,3 % der Wählerstimmen und erlangte mit einem Sitz im Stadtrat ihr erstes Mandat. Im Anschluss zeigten in mehreren Parteibüros Chrysi-Avgi-Mitglieder einen Hitlergruß auf den Balkonen. Bei der Parlamentswahl am 6. Mai 2012, die im Zeichen der Finanz- und Wirtschaftskrise stand, konnte die Chrysi Avgi erstmals die Dreiprozenthürde überwinden und ins griechische Parlament einziehen. Sie erhielt 6,97 % der Wählerstimmen und damit 21 Abgeordnetenmandate. Bei der Parlamentswahl am 17. Juni 2012 verlor die Partei nur geringfügig, sie erzielte 6,92 % der Stimmen und 18 Sitze. Bei der Europawahl 2014 erhielt die Partei 9,3 % der Stimmen und lag in Griechenland damit an dritter Stelle. Bei der Parlamentswahl am 25. Januar 2015 gewann die Partei 6,3 % der Stimmen und somit 17 Sitze im Parlament. Einen deutlichen Rückschlag musste die Partei bei den Europawahlen 2019 hinnehmen, als sie fast die Hälfte ihrer Wähler verlor. Auch die Wahlen am 7. Juli 2019 zum griechischen Parlament endeten mit einer Niederlage. Die Chrysi Avgi scheiterte an der Drei-Prozent-Hürde und zog nicht mehr ins Parlament ein.

### Propaganda und Agitation
Nach mehreren antifaschistischen Demonstrationen stellte die Chrysi Avgi im Jahr 2009 Anzeige gegen 80 Mitglieder von linken Parteien, Bündnissen und Migrantenvereinen sowie andere Aktivisten. Immer wieder versucht die Partei, den Eindruck zu verbreiten, sie sorge für Recht und Ordnung: Im September 2012 wurde das Gerücht verbreitet, besorgte Bürger hätten sich wegen eines korrupten Arztes an die Chrysi Avgi gewandt. Deren Mitglieder seien daraufhin in die Universitätsklinik Patras gegangen und hätten ungestört den Arzt vor Patienten zusammengeschlagen. Weder ein betroffener Arzt wurde gefunden, noch hatte jemand Rechtsradikale in dem Krankenhaus gesehen. Als Zweifel an dem Wahrheitsgehalt der Geschichte geäußert wurden, legte die Partei nach und machte den Besuch von Immigranten in Krankenhäusern für Missstände verantwortlich.
Trotz der antichristlichen Haltung der Partei wird immer wieder vergeblich der Schulterschluss mit der in Griechenland als Staatskirche privilegierten griechisch-orthodoxen Kirche angestrebt; eine Theateraufführung einer kirchlichen Gruppe wurde abgesagt, nachdem Anhänger der Chrysi Avgi dort Präsenz zeigen wollten.
Die Partei sorgte im Wahlkampf für Schlagzeilen, da ihre Funktionäre den in Griechenland nicht verbotenen Hitlergruß zeigten. „Darauf angesprochen, erklärte der Parteichef Nikolaos Michaloliakos, es handele sich um einen antiken griechischen Gruß, um die Morgenröte und den Gott Apollon zu ehren.“
Bei der Vereidigung am 28. Juni 2012 im Parlament hoben demonstrativ alle 18 Parlamentsmitglieder der Chrysi Avgi den rechten Arm und ballten ihre Hand zu einer Faust.

## Aktionen und gewaltsame Ausschreitungen

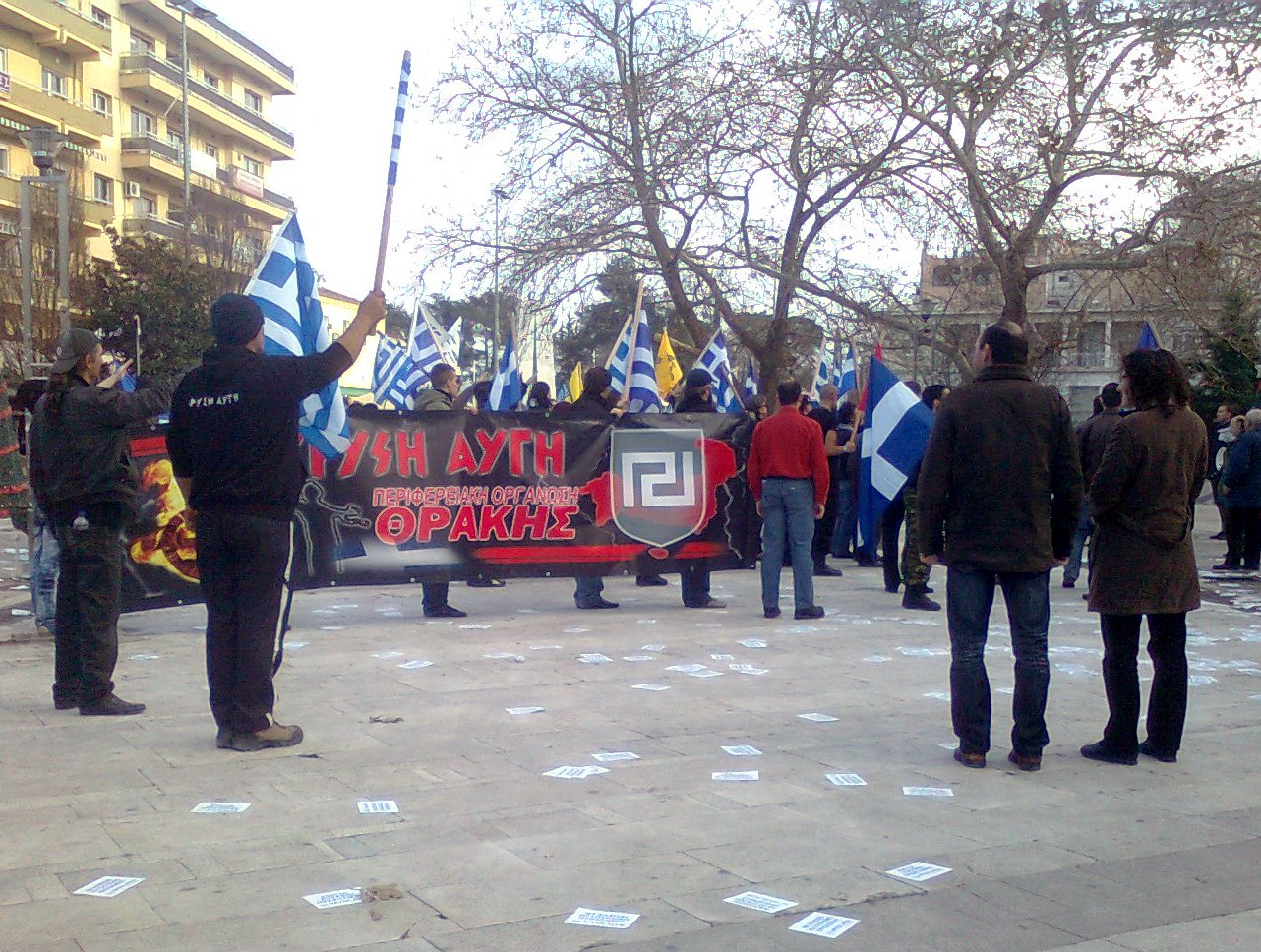
Anhänger der Chrysi Avgi auf einer Demonstration in Komotini

Die Anhänger der Chrysi Avgi versuchen, ihre Ansichten nicht nur auf parlamentarischem Weg durchzusetzen, sondern auch mit gewalttätigen Ausschreitungen. Allein in den letzten Jahren, seit der Eurokrise, wurde die Partei in mehr als 300 Fällen des Angriffs auf Migranten beschuldigt.

### Frühphase
Antonios Androutsopoulos, (auch „Periandros“), damalige rechte Hand von Nikolaos Michaloliakos, attackierte am 16. Juni 1998, nach einer Kundgebung der Chrysi Avgi vor einem Athener Gerichtsgebäude, mehrere Aktivisten aus dem linken Spektrum, die an einer eigenen Kundgebung vor dem Gebäude teilgenommen hatten. Die Angreifer verwendeten dabei Holzprügel, unter den Opfern war Dimitris Kousouris, der den Vorfall schwer verletzt überlebte. Androutsopoulos stellte sich, nach erfolgloser Beteiligung des Ethniki Ypiresia Pliroforion, im Jahr 2005 selbst.
In Thessaloniki und Athen wurden nach dem Fußballspiel zwischen Albanien und Griechenland im September 2004, das 2:1 endete, mehrere feiernde Albaner durch Anhänger der Chrysi Avgi schwer verletzt.

### Seit 2008
Im Jahr 2008 warfen Angehörige der Partei Granaten in ein Zentrum für Einwanderer in Athen.
Im Mai 2011 kam es im Athener Stadtteil Agios Pandeleimon bei einer Demonstration, die von der Chrysi Avgi veranstaltet wurde, zu gewalttätigen, fremdenfeindlichen Ausschreitungen.
Im September 2011 wurde ein afghanischer Asylbewerber in Athen von einer Gruppe angegriffen. Darunter soll auch Themis Skordeli gewesen sein, die für die Chrysi Avgi kandidiert hat. Das Gerichtsverfahren wurde mehrere Mal verschoben. Skordeli ist Teil einer Athener „Anti-Migranten-Patrouille“.

### 2012
Im März 2012 ließ die Partei mitteilen, dass sie sich für Landminen in der Evros-Region ausspricht. Zudem sollen Spezialkräfte gegen die hohe illegale Einwanderung eingesetzt werden, die jederzeit das Feuer auf die Flüchtlinge eröffnen können.
Im April 2012 veröffentlichte die Journalistin Xenia Kounalaki in der Tageszeitung Kathimerini einen Artikel mit dem Titel Banalität des Bösen. Dort riet sie dazu, keinen Dialog mit der Partei zu führen und die Partei aus allen Medien auszuschließen und zu verbieten. Fünf Tage später erschien auf der Website der Chrysi Avgi der gesamte Lebenslauf der Journalistin und die Androhung eines Attentats gegen sie. Der namenlose Autor fügte den Zusatz „Kommt Zeit, kommt Rat, kommt Attentat!“ hinzu.
Am 10. Mai 2012 nahm WordPress nach etlichen Beschwerden die Website der Chrysi Avgi vom Netz, die bis dato als Homepage diente. Offiziell wurde begründet, dass die Partei gegen die Richtlinien der Seite verstoßen habe. Die Partei zog ihre Website einige Tage später auf einen anderen Server um.
Der Sprecher der Partei, Ilias Kasidiaris, sorgte im Juni 2012 in einer Live-Sendung für einen Eklat, als er die beiden Parlamentarierinnen Liana Kanelli und Rena Dourou angriff und auf eine von ihnen mehrmals einschlug. Um Kasidiaris zu beruhigen, sperrten ihn einige Helfer anschließend in einem Raum des Fernsehsenders ein. Der 31-Jährige ehemalige Soldat einer Spezialeinheit der griechischen Streitkräfte brach jedoch die Tür auf und floh. Die Polizei leitete die Suche nach ihm ein, die Staatsanwaltschaft erließ umgehend Haftbefehl. Gegen Kassidiaris läuft bereits ein Verfahren wegen illegalen Waffenbesitzes und Mittäterschaft bei einem Raubüberfall. Die Partei weigerte sich, Kasidiaris’ Entgleisung zu verurteilen. Kanelli habe zuerst angegriffen, teilte die Partei stattdessen mit und forderte eine Verurteilung der zuvor gefallenen Beleidigungen. Kassidiaris verklagte sowohl den Fernsehsender ANT1, die beiden Frauen und einen weiteren Gesprächspartner der Talkshow.
Im Juli 2012 machte die Partei den Vorschlag, eine Blutbank nur für griechische Bürger einzurichten, indem sie Griechen dazu aufrief, ihr Blut nur für Griechen zu spenden, die Hilfe benötigen würden. Im September 2012 errichteten Mitglieder der Partei mehrere Stände auf zentralen Plätzen in Athen, die dafür warben, Blut „nur für Griechen zu spenden“. Auch Kasidiaris schloss sich dem Aufruf der Partei an – der Bund der griechischen Krankenhausärzte widersprach jedoch dem Vorschlag und gab an, dass alle Menschen Blut bekämen, auch wenn sie keine Griechen seien.
Im August 2012 lieferten sich einige Dutzend Unterstützer der Partei in der griechischen Hafenstadt Korinth Prügeleien mit der Polizei. Die Ausschreitungen richteten sich gegen die Unterbringung von 300 Migranten in einer Kaserne in der Stadt. Ebenfalls im August gab es, einen Tag, nachdem ein 19-jähriger Iraker von fünf unbekannten Männern auf Motorrädern attackiert wurde und daran verstarb, einen Brandbombenanschlag auf ein Büro der Chrysi Avgi in Athen. Den Behörden nach wurde niemand dabei verletzt. Ilias Kasidiaris drohte, mit Hunderten von Sympathisanten wiederzukommen.
In Athen wurde am 19. August 2012 der 32-jährige Hassan Mekki, ein Migrant aus dem Sudan, von Sympathisanten der Partei mit Eisenstangen angegriffen. Sie misshandelten Mekki und fügten ihm schwere Verletzungen auf seinem Rücken zu.
Ebenfalls im August 2012 griffen Sympathisanten der Partei eine Moschee in Piräus mit Rauchbomben an.
Im September 2012 kam es in Rafina zu gewalttätigen Angriffen auf Marktverkäufer mit vermeintlichem Migrationshintergrund durch Mitglieder der Chrysi Avgi, zuvor kontrollierten die Abgeordneten Giorgos „Kaiadas“ Germenis und Panagiotis Iliopoulos Verkaufslizenzen. Germenis versuchte das Vorgehen im Nachhinein zu rechtfertigen: „Wir unternahmen einen Spaziergang über den Bazar und hörten den Problemen der kleinen Warenverkäufer zu und wir bemerkten, dass einige illegale Immigranten versuchten, ihre Sachen zu verkaufen ohne angemessene Lizenz. Wir informierten die Polizei und dann taten wir das, was Chyri Avgi tun muss“. Yiorgos Christopoulos, der Bürgermeister von Rafina, hob hervor, dass die Verkäufer Verkaufslizenzen besaßen. Der Chef der Polizeistation in Rafina wurde mittlerweile suspendiert, eine interne Untersuchung soll ermitteln, warum die Polizei nicht interveniert hat.
Der Abgeordnete Kostas Barbarousis führte ebenfalls im September 2012 einen Schlägertrupp zu einem Einwanderermarkt in der Kleinstadt Mesolongi. Barbarousis war bei diesen Übergriffen auf mehreren Videoaufnahmen zu sehen. Anschließend hatte er erklärt: „Wir haben heute hier für Ordnung gesorgt“. Auch der offizielle Leibwächter von Barbarousis, ein Polizist, wurde auf einem Video als Angreifer identifiziert. Die Polizeiführung strich daraufhin allen 18 Abgeordneten der Fraktion den Personenschutz, der ihnen als gewählten Volksvertretern zusteht, das oberste Gericht hat die Aufhebung der politischen Immunität der drei beteiligten Parlamentarier gefordert. Barbarousis’ Immunität wurde im Oktober 2012 durch das Parlament aufgehoben.
Im Oktober 2012 versuchten Abgeordnete der Chrysi Avgi und deren Anhänger, zusammen mit konservativen religiösen Führern, eine Theatervorstellung des Stücks Corpus Christi, welches das Christentum kritisiert und von Terrence McNally stammt, im Hytirio Theater zu stürmen. Christos Pappas, Abgeordneter der Chrysi Avgi, stieg während des Protests ungehindert in einen Polizeibus und befreite eigenhändig einen von der Polizei gefangengenommenen Demonstranten. Neben Pappas, der mittlerweile von der Polizei verklagt wurde, nahmen auch die Abgeordneten Ilias Panagiotaros und Germenis am Protest teil. Die Polizei setzte Tränengas ein. Panagiotaros wird beschuldigt, die Schauspieler des Stücks bedroht zu haben mit den Worten: „Eure Zeit wird kommen“. Der Regisseur Laertis Vassiliou berichtete von Morddrohungen und täglichen Telefonanrufen, die er und seine Mutter erhielten. Der Pressesprecher der Partei, Ilias Kasidiaris, erklärte, dass die Chrysi Avgi gewaltsam intervenieren werde, „wann immer die religiösen Gefühle und die kollektive Geschichte der Griechen beleidigt werde“. Während der Proteste wurde, nach eigener Angabe, auch der Journalist des Lifo Magazins Manolis Vamvounis von Demonstranten verprügelt. Wie die griechische Online-Zeitung Ekathimerini berichtete, hat auch der hohe orthodoxe Geistliche Metropolit Pavlos Ioannou im nordgriechischen Siatista Drohanrufe erhalten. Ein Mitarbeiter von ihm habe die anonyme Botschaft erhalten, man werde „diesen Kommunisten verbrennen“. Daneben seien weitere Beschwerden und Drohungen von mutmaßlichen Unterstützern der Rechtsextremisten eingegangen. Metropolit Pavlos hatte die Partei als „unzivilisiert“ bezeichnet und erklärt, die Randale hätten „weder etwas mit antiker griechischer Kultur noch mit dem Evangelium zu tun“.
Oktober 2012 wurde auch bekannt, dass die Partei, nach der Eröffnung von Suppenküchen und Lebensmittelausgaben an öffentlichen Plätzen nur für Griechen, eine eigene Arbeitsagentur einzurichten plant, die Arbeitsplätze ausschließlich an Griechen vermitteln soll. Hilfsbedürftige Personen sollen sich mit dem hellblauen, griechischen Personalausweis ausweisen.
Ebenfalls im Oktober 2012 unterbrachen die Abgeordneten der Chrysi Avgi eine Parlamentssitzung, indem sie Ioannis Maniatis von der PASOK und andere Abgeordnete als „Diebe, Betrüger und Ärsche“ bezeichneten, bevor sie den Saal verließen. Vorausgegangen waren mehrere Beleidigungen und eine Diskussion über die sogenannte Lagarde-Liste.
Der Abgeordnete Panagiotaros stellte zudem im Oktober 2012 eine Anfrage an den Innenminister Evripidis Stylianidis, genaue Statistiken von Kindern mit Migrationshintergrund anzufertigen. Bereits während der Wahl im Juni 2012 äußerte er sich folgendermaßen: „Wenn die Chrysi Avgi ins Parlament gewählt wird, wird sie die Belegungszahlen von Krankenhäusern und Kindergärten nach Herkunftsland abfragen, um alle illegalen Immigranten und deren Kinder rauszuwerfen“.
Neben der Aufhebung von Barbarousis’ Immunität stimmte das griechische Parlament im Oktober 2012 auch für die Aufhebung der Immunität der drei Abgeordneten Panagiotis Iliopoulos, Giorgos Germenis und Ilias Kasidiaris.
Iliopoulos stellte im Oktober 2012 eine Anfrage an die Universität der Ägäis, wie viele Studierende in den Schlafräumen der Universität Ausländer und wie viele Studierende Griechen seien.
Im selben Monat las Kasidiaris während einer laufenden Debatte im Parlament Passagen aus der antisemitischen Fälschung Protokolle der Weisen von Zion vor.
Im November 2012 wurde der SKAI-Reporter Michael Tezari von mutmaßlichen Mitgliedern der Chrysi Avgi angegriffen, als er über Demonstrationen gegen Immigranten berichten wollte. Laut der Internetzeitung Ekathimerini wurden 12 Menschen im Viertel Agios Pandeleimon festgenommen. Terazi wurde von einer Gruppe umstellt, als er mit Hilfe seines Mobiltelefons berichten wollte, und wurde auf den Kopf geschlagen. Sein Mobiltelefon und auch sein Presseausweis wurden gestohlen.
Nach hunderten Beschwerden sperrte Facebook im November 2012 die Profile von einigen Abgeordneten und Parteimitgliedern der Chrysi Avgi, da ihre Netzpräsenz von Facebook als „nicht den Richtlinien entsprechend, rassistisch, Gewalt verherrlichend und faschistisch eingestuft“ wurde. Die Partei reagierte darauf mit einer Strafanzeige bei der Polizeiabteilung für Verbrechen im Internet.
Ende November 2012 entrollte der Abgeordnete Pappas während einer Versammlung der Chrysi Avgi auf der Insel Kreta die Flagge der griechischen Militärdiktatur, das belegt Videomaterial, das den Behörden in Iraklio vorliegt. Des Weiteren bedrohte der Abgeordnete Ilias Kasidiaris Gegendemonstranten mit dem Tod.
Im Dezember 2012 versuchten zwei Abgeordnete der Chrysi Avgi, bewaffnet ins Parlament zu gelangen. Dies geschah in derselben Woche, nachdem die Sicherheitsvorkehrungen im Parlament, auf die Initiative von Vangelis Meimarakis, verschärft worden waren. Acht der achtzehn gewählten Parlamentsmitglieder der Partei besitzen Lizenzen für Schusswaffen.
Ende Dezember 2012 wurde Dimitris Stratoulis, Mitglied des Parlaments und der Partei Synaspismos Rizospastikis Aristeras (SYRIZA), während eines Fußballspiels im olympischen Stadion von drei mutmaßlichen Mitgliedern der Chrysi Avgi angegriffen.
Kurz nach Weihnachten 2012 sperrte das Videoportal YouTube ein Video, in dem die Partei nur Griechen ein frohes Weihnachtsfest wünschte und gleichzeitig Wünsche äußerte, wie sie sich Athen vorstellt. Laut YouTube fördert das Video rassistische Ideen. Im Juni 2013 sperrte das Videoportal den Kanal von Ilias Kasidiaris.

### Seit 2013
Im Januar 2013 griffen in Kavala 30 Anhänger der Partei das Auto des türkischen Diplomaten İlhan Şener an.
Eleni Zaroulia, die Frau von Nikolaos Michaloliakos, ebenfalls Mitglied des Parlaments und in der europäischen Kommission für Gleichheit und Nicht-Diskriminierung, nannte in einer laufenden Parlamentssitzung Immigranten „Untermenschen“, die alle Sorten von Krankheiten übertragen würden. Im Januar 2013 protestierten dagegen mehrere Abgeordnete des europäischen Parlaments.
Am 17. Januar 2013 wurde in Athen ein 27-jähriger pakistanischer Mann von zwei Männern getötet. Bei Hausdurchsuchungen bei den mutmaßlichen Tätern wurden Messer und Flyer der Partei gefunden. Die beiden Täter wurden zu lebenslangen Haftstrafen verurteilt.
Im Februar 2013 musste die Direktorin eines Krankenhauses in Tripoli ihren Posten aufgeben, weil sie Mitgliedern der Partei erlaubt hatte, die Papiere von Krankenschwestern zu kontrollieren, um zu prüfen, ob diese illegal seien. Vier bulgarische Krankenschwestern mussten ebenfalls das Hospital verlassen. Zwei Monate später kam es erneut zu einem Zwischenfall in einem Krankenhaus in Kalamata, an dem sich das Mitglied des Parlaments Dimitris Koukoutsis beteiligte. Dabei kam es im Krankenhaus auch zu Auseinandersetzungen mit Roma, die dort einen jungen Mann behandeln ließen, der zuvor Opfer eines rassistischen Angriffs geworden war.
In Bezug auf einen Gedenktag zum Holocaust sagte der Abgeordnete der Partei, Ioannis Lagos, es sei inakzeptabel, dieses Ereignisses im Detail zu gedenken und die griechischen Nationalhelden dabei zu ignorieren.
Im März 2013 veröffentlichte der Kanal 4 News ein Video von Konstantinos Georgousis, welches das Mitglied Alexandros Plomaritis zeigt, wie er die Aussage trifft, Migranten zu Seife zu verarbeiten und Lampenschirme aus deren Haut machen zu wollen.
Ende März 2013 versammelten sich 500 Anhänger der Partei vor dem TV-Sender Mega TV, um gegen die Ausstrahlung einer türkischen Serie am griechischen Unabhängigkeitstag zu protestieren. Am Schluss der Veranstaltung warfen die Abgeordneten Kasidiaris, Pappas und Panagiotaros Eier und Joghurt gegen das Gebäude und verbrannten eine türkische Flagge. Pappas urinierte zusätzlich an den Eingang des Gebäudes, wie die Zeitung Ta Nea berichtete.
Der Europarat zeigte sich im April 2013 besorgt über die im Zuge der Chrysi-Avgi-Wahlerfolge zunehmende Gewalt gegen Migranten in Griechenland.
Am 6. Mai 2013 wurde ein 14-jähriger Afghane von drei Angreifern mit einer zerbrochenen Bierflasche verletzt. Sie fügten dem Jungen schwere Verletzungen im Gesicht zu, das mit 300 Stichen genäht werden musste. Die mutmaßlichen Täter trugen T-Shirts der Chrysi Avgi.
Ebenfalls im Mai 2013 wurde ein namentlich nicht bekannter Abgeordneter der Partei mit einer Waffe auf dem Beifahrersitz seines Autos von einem Polizisten gebeten, diese zu entfernen.
Im Juli 2013 beschimpfte das Chrysi-Avgi-Mitglied Dimitris Koukoutsis Parteimitglieder von SYRIZA als „vermummte Mörder“, die „Athen niederbrennen“ würden. Im Anschluss bot er, nach weiterem Fluchen, einzelnen Mitgliedern der Partei eine Schlägerei an.
Einige Mitglieder der Partei versuchten, sich solidarisch mit der griechischen Arbeiterklasse zu erklären. So gab es im August 2013 einen Besuch in Perama, einem Arbeiterviertel in Piräus.
Im September 2013 griffen 50 Mitglieder der Chrysi Avgi Mitglieder der kommunistischen Partei KKE in Athen an. Die Angreifer trugen dabei Helme, Brechstangen und Knüppel. 9 Mitglieder der KKE wurden mit schweren Verletzungen ins Krankenhaus gebracht.
Im Februar 2014 grüßte das Partei- und Parlamentsmitglied Michalis Arvanitis auf einer Veranstaltung Anhänger der Partei mit dem Hitlergruß.
Im März 2014 verließ das Partei- und Parlamentsmitglied Chrysovalantis Alexopoulos die Partei und schrieb einen Erklärungsbrief an das griechische Parlament. Seitdem sitzt er als unabhängiger Abgeordneter im Parlament.

### Angriff auf den Bürgermeister von Athen
Im April 2013 verletzte der Abgeordnete Giorgos Germenis beim Versuch, den amtierenden Bürgermeister von Athen Giorgos Kaminis zu attackieren, ein 12-jähriges Mädchen. Germenis wird auch beschuldigt, dass er versucht habe, eine Schusswaffe zu ziehen. Vorausgegangen waren gewalttätige Auseinandersetzungen über Lebensmittelausgaben der Partei auf dem Syntagma-Platz, die nur an griechische Bürger ausgeteilt werden sollten.

### Ermordung des Musikers Pavlos Fyssas
Im September 2013 wurde bei Auseinandersetzungen in dem Athener Vorort Keratsini der linke Aktivist und Hip-Hop-Musiker Pavlos Fyssas (Killah P) von Giorgos Roupakias, einem Chrysi-Avgi-Mitglied, erstochen. Zuvor war es zu einem Angriff von 15 Mitgliedern der Chrysi Avgi gekommen. Der Bürgermeister von Keratsini, einer Vorstadt von Piräus und Athen, Loukas Tzannis, bestätigte die Verwicklung von weiteren Angehörigen der Chrysi Avgi in den Vorfall. Der Chefarzt der neurochirurgischen Klinik, Papanikolaou, sagte, dass die Wunden des Opfers auf eine Tötungsabsicht des Täters hinweisen. Der amtierende Minister für öffentliche Ordnung und Bürgerschutz Nikos Dendias ordnete an, allen 18 Abgeordneten der Chrysi Avgi und den örtlichen Parteibüros den öffentlichen Schutz zu entziehen. Zudem kündigte er an, dass laufende Verfahren gegen Mitglieder der Partei beschleunigt werden sollen. Nach dem Vorfall gab es in Griechenland größere Proteste gegen die Partei und auch gegen die Polizei, die zum Teil eng mit Vertretern der Partei in Verbindung stand.
Am 1. November 2013 wurden Manolis Kapelonis und Giorgos Fountoulis, zwei Mitglieder der Chrysi Avgi, offenbar als „Racheakt“ für die Tötung von Fyssas von Unbekannten erschossen. Die Kämpfenden revolutionären Volkskräfte, eine bislang unbekannte Gruppe griechischer Linksextremisten, bekannten sich zu der Tat.
Im Januar 2014 berichteten Ermittlungsbehörden über tausende Fotos und hunderte Videos, bei denen Mitglieder der Partei mit dem Hitlergruß oder Waffen posieren. In diesem Zusammenhang tauchte auch ein Foto von Roupakias auf.
Am 2. Februar 2014 verwüsteten Anhänger der Partei das für Fyssas errichtete Mahnmal in der Athener Vorstadt Keratsini.

### Politische Gewalt nach Verbot
Auch nach der Inhaftierung führender Politiker der Partei sind Akteure der Chrysi Avgi in Griechenland aktiv. Mit dem Beginn der Corona-Pandemie mischten sie bei Protesten gegen Corona-Einschränkungen mit. Im Herbst 2021 nahmen die gewalttätigen Übergriffe der Neofaschisten vor allem gegenüber Mitgliedern der kommunistischen Jugend zu. Dabei traten die rechten Akteure meist ohne Bezug zu der Partei auf, Beobachter sehen aber im Muster der brutalen Übergriffe die Handschrift der Partei. Bei Demonstrationen in Athen und Thessaloniki wurden Teilnehmer von neofaschistischen Schlägergruppen angegriffen. Vor einer Schule im Vorort Stavroupoli der nordgriechischen Metropole Thessaloniki griffen an zwei Tagen Rechtsradikale vor und im Schulgebäude Demonstranten an, die der Kommunistischen Partei Griechenlands (KKE) und deren Jugendorganisation (KNE) nahestehen. Sie hatten dort auf einen ähnlichen Vorfall aufmerksam gemacht, der sich in der Vorwoche vor der gleichen Schule ereignet hatte.

## Vorwurf der Bildung einer kriminellen Vereinigung, Prozess 2015–2020, Urteil
Am 28. September 2013 wurden der Parteivorsitzende Nikolaos Michaloliakos, Parteisprecher Ilias Kasidiaris, mehrere weitere Abgeordnete und andere führende Mitglieder der Partei wegen des Vorwurfs der Bildung einer kriminellen Vereinigung festgenommen, ebenso ein Polizist, der beim Mord an Fyssas anwesend gewesen sein soll, sowie eine Polizistin, der vorgeworfen wird, die Partei über laufende Ermittlungen informiert und in ihrem Haus, über dessen Adresse sie ihrem Dienstherrn falsche Angaben gemacht hatte, ein Waffenarsenal angelegt zu haben. Insgesamt sollen über 30 Haftbefehle erlassen worden sein, die von einer Antiterroreinheit vollstreckt wurden. Die Justiz ermittelt wegen Totschlags, Körperverletzung, Erpressung, Sprengstoffanschlägen und Geldwäsche. 20 Abgeordnete und Parteifunktionäre der Partei wurden verhaftet. Von den Ermittlungen sind 31 Mitglieder der Partei betroffen, darunter neun Abgeordnete des griechischen Parlaments. Gegen den Parteivorsitzenden Michaloliakos und den Abgeordneten Giannis Lagos wurde Untersuchungshaft angeordnet; drei Abgeordnete, unter ihnen Parteisprecher Kasidiaris, wurden gegen Auflagen vorläufig auf freien Fuß gesetzt. Der Parteivorsitzende Michaloliakos verblieb in Haft, ebenso wie die Abgeordneten Christos Pappas und Giannis Lagos, die ins Hochsicherheitsgefängnis Korydallos in Athen gebracht wurden. Nach einer Gesetzesänderung vom 23. Oktober 2013 bekommt die Partei aufgrund des Vorwurfs keine staatliche Förderung mehr. Ende Oktober versammelten sich 2000 Anhänger der Partei und demonstrierten für die Freilassung der inhaftierten Parteimitglieder. Im Januar 2014 wurden Giorgos Germenis, Panagiotis Iliopoulos und Efstathios Boukouras in Untersuchungshaft genommen. Ihnen wird vorgeworfen, Schlüsselrollen in einer kriminellen Organisation innezuhaben, die für zahlreiche Angriffe auf Migranten verantwortlich gemacht wird. Anfang Februar 2014 protestierten 3000 Anhänger der Partei für die Freilassung Michaloliakos'. Im März 2014 wurde die parlamentarische Immunität für drei Parlamentsmitglieder der Partei aufgehoben. Gegen 73 Mitglieder der Partei begann der Prozess im Juni 2015. Ein Athener Gericht verurteilte die Führung und die gesamte Partei wegen Bildung einer kriminellen Vereinigung am 7. Oktober 2020.

## Gründung der „Ersatzpartei“ Ethniki Avgi

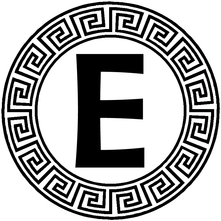
Logo der Ethniki Avgi

Anfang Januar 2014 stellte die Chrysi Avgi eine neugegründete Partei Ethniki Avgi (griechisch Εθνική Αυγή, Nationale Morgendämmerung) vor, die aktiv werden soll, falls die Chrysi Avgi als kriminelle Vereinigung verboten wird. Die Satzung der Ethniki Avgi, die beim hierfür zuständigen Generalstaatsanwalt beim Areopag hinterlegt wurde, ist weitgehend identisch mit der der Chrysi Avgi, jedoch fehlen alle Klauseln, die als Anhaltspunkte für kriminelle Zielsetzungen gewertet werden könnten. Das auf der Website der Chrysi Avgi präsentierte Logo der neuen Partei zeigt den Anfangsbuchstaben Epsilon umkränzt von einem Mäander-Band.

## Außenpolitik

### Europapolitik
Die Chrysi Avgi ist Mitglied der Allianz für Frieden und Freiheit. Dadurch pflegt Chrysi Avgi gute Kontakte mit der NPD oder auch dem französischen Renouveau français. Des Weiteren setzt die Chrysi Avgi auf ihr gutes Verhältnis mit den serbischen Nationalisten. Die Chrysi Avgi setzt sich darum für ein serbisches Kosovo ein sowie für ein Großserbisches Reich. Ziel der Zusammenarbeit zwischen der Chrysi Avgi und der Serbian National Formation ist es, ein Großserbisches Reich, welches sich bis nach Griechenland ausbreitet, und ein Großgriechisches Reich, welches sich nach Osten und an Teile der italienischen Küste erstreckt, zu schaffen. Dadurch verfolgt die Chrysi Avgi eine harte Politik gegen das aus Jugoslawien hervorgegangene Nordmazedonien. Im Streit um den Namen Mazedonien ist die Chrysi Avgi der Meinung, dass es nur ein griechisches Makedonien gebe. Die frühere jugoslawische Republik Mazedonien sowie Albanien sollen aufgelöst und von Griechenland und Serbien einverleibt werden, sodass Grenzen zwischen Griechenland und Serbien entstehen.
Die Chrysi Avgi ist ebenfalls radikal anti-türkisch ausgerichtet. Im Zypernkonflikt setzt sich die Chrysi Avgi für ein griechisches Zypern ein. In Zypern agiert seit dem Jahr 2008 die ELAM-Partei, die in ihrer Organisationsstruktur und Agitation stark der Chrysi Avgi ähnelt.
Im Mai 2014 ließ der oberste Gerichtshof in Griechenland die Partei zur Europawahl 2014 zu. Die Partei gewann bei der Wahl mehr als neun Prozent, damit hatte sie 3 Sitze im europäischen Parlament. Unter den Abgeordneten war auch Lampros Foundoulis, der Vater eines erschossenen ehemaligen Chrysi-Avgi-Mitglieds. Bei der Europawahl 2019 erreichte die Partei zwei Sitze.

### Großbritannien
In London trat im November 2013 die Partei New Dawn in Erscheinung, die sich solidarisch mit der Chrysi Avgi und deren Zielen erklärte. Nick Griffin von der British National Party hält ebenso Kontakt zur Chrysi Avgi.

### Ungarn
Im Oktober 2013 gründeten diverse ehemalige Jobbik-Parteimitglieder die Partei Magyar Hajnal („Ungarische Morgenröte“), weil die Jobbik ihrer Ansicht nach nicht radikal genug sei. Magyar Hajnal hat die Chrysi Avgi zum Vorbild und gibt an, mit allen nationalistischen Organisationen kooperieren zu wollen, die nicht als Verbündete der Jobbik gelten. Des Weiteren kündigte die Partei an, bei den Parlamentswahlen 2014 in Konkurrenz zur Jobbik antreten zu wollen.

### Italien
Im November 2012 wurde bekannt, dass von einem ehemaligen Mitglied der Forza Nuova, Alessandro Gardossi, die Partei Alba Dorata (Chrysi Avgi Italien) gegründet wurde. Die Partei zähle bereits Anhänger in mehreren italienischen Regionen, so Gardossi. Parteisitze seien in den lombardischen Städten Mailand, Brescia, Mantua, Varese und Lodi gegründet worden. Die Gruppierung wolle die Lombardei in eine autonome Region umwandeln.

### Deutschland
In Deutschland gab es immer wieder den Austausch mit der dort ansässigen Szene. Bereits in den Jahren 2005 und 2007 sprach Nick Giohalas, der auch in der Band Der Stürmer singt, auf dem von der NPD veranstalteten und dem Netzwerk Blood and Honour nahestehenden „Fest der Völker“. Auf Einladung der NPD nahm im Jahr 2011 in Dresden eine Delegation der Chrysi Avgí an einer Veranstaltung zum Gedenken an den 13. Februar 1945 teil. Ende Januar 2013 berichtete der Greek Reporter, dass die Partei versucht, in Nürnberg ein Büro zu etablieren, und wies auf eine einschlägige Website hin. Die Griechische Gemeinde Nürnberg kritisierte dieses Vorhaben stark und erinnerte an die Nürnberger Rassengesetze. Verschiedene griechische Vereine der Stadt formulierten gemeinsam ein öffentliches Bekenntnis gegen „rassistische Parolen, intolerante Botschaften und das Schüren von Fremdenfeindlichkeit, Spaltung und Ängsten“. Bereits im November 2012 unterzeichneten in Deutschland lebende Griechen und griechischstämmige Deutsche das Manifest Nichts Goldenes an dieser Morgenröte. Damit wollten sie sich gegen die Chrysi Avgi positionieren. Zu den Unterzeichnern gehören unter anderem Maria Ketikidou, Adam Bousdoukos, Kostas Papanastasiou oder Mark Terkessidis. Auf der Website des deutschen Ablegers der Partei besteht auch ein Link zum Ring Nationaler Frauen, einer Unterorganisation der NPD. Bereits im November 2012 soll es unter der Leitung des Freien Netz Süd ein Zusammentreffen von Ernst Zündel sowie Vertretern der Chrysi Avgi gegeben haben. Die Zeitung To Vima veröffentlichte im Februar 2012 auf ihrer Website Bilder, auf denen führende Politiker der Chrysi Avgi mit dem Nürnberger Stadtrat der rechtsextremen Bürgerinitiative Ausländerstopp, Sebastian Schmaus, zu sehen sind. Das Bayerische Landesamt für Verfassungsschutz wollte sich nicht konkret zu den Vorfällen äußern, bestätigte jedoch die Kontakte zur bayerischen Neonazi-Szene. Sigrid Skarpelis-Sperk, Präsidentin der Vereinigung der Deutsch-Griechischen Gesellschaften, sagte gegenüber dem Guardian, die deutschen Behörden sollten angesichts dieser Entwicklung alarmiert sein. Die Partei selbst dementierte die Kontakte „zu fremden politischen Organisationen“ auf ihrer Website. Sie gab aber gleichzeitig bekannt, dass sie in allen Ländern Zellen organisieren wolle, in denen es eine griechische Diaspora gäbe. Dennoch bestätigten deutsche Verfassungsschutzbeamte, dass es Mitte Februar 2013 ein Treffen von Mitgliedern der Partei und dem rechtsextremen Verein „Bund Frankenland“ in Fürth gegeben habe. Im November 2013 demonstrierten 25 Mitglieder des Freien Netz Süd in Fürth, um ihre Solidarität mit der Chrysi Avgi auszudrücken. Ein paar Tage später zeigten Mitglieder des Freien Netz Süd in Aachen, nach einem Fußballspiel, ein Solidaritätstransparent. Auch im Januar 2014 besuchten Mitglieder aus dem Freien Netz Süd eine Demonstration der Partei in Athen. Im September 2014 beteiligte sich Udo Voigt an einer Mahnwache vor der griechischen Botschaft in Brüssel, um für die Freilassung der in Haft genommenen Mitglieder der Chrysi Avgi zu demonstrieren. Im Januar 2016 kam es zu einer körperlichen Auseinandersetzung zwischen deutschen Neonazis, die auf Einladung der Partei nach Athen gereist waren, und griechischen Antifaschisten.

### Außereuropäische Aktivitäten
Im September 2012 eröffnete die Chrysi Avgi, begleitet von Protesten, ein Büro in New York (USA). Die Partei sammelt dort Essen und Medizin für Griechen. Ähnliche Sammelaktionen gab es auch in Melbourne (Australien) und Montreal (Kanada), wo auch ein Büro eröffnet wurde.

## Abspaltungen

### Patriotiki Symmachia
Die Patriotische Allianz (PATRI.S) wurde am 21. April 2004 gegründet. Gründungsmitglieder waren unter anderem der ehemalige XA-Parteichef Nikolaos Michaloliakos und der ehemalige Europaparlamentarier Spyridon Zournatzis (ehemals Ethniki Politiki Enosis, EPEN), aber auch Mitglieder der Laikos Orthodoxos Synagermos (LA.O.S.).
Die PATRI.S nahm an der Europawahl 2004 und an der Kommunalwahl in Athen 2006 teil, ohne Mandate zu gewinnen.
PATRI.S galt in antifaschistischen Kreisen als bloße Umbenennung der XA. Die Aktivitäten von PATRI.S wurden zumindest teilweise von der XA unterstützt. Nachdem die XA diese Unterstützung beendet hatte, löste sich die Partei 2007 auf.

### Griechische Patriotische Volksunion
Die Griechische Patriotische Volksunion wurde im Mai 2015 unter anderem von Christos Rigas, einem führenden Mitglied der XA in Westgriechenland, gegründet. Abkürzung der Partei ist LEPEN, womit die Partei die Beziehung zu Jean-Marie und Marine Le Pen von der französischen Front National (FN) herstellen will. Das Parteilogo ähnelt dem der FN.
Auf europäischer Ebene arbeitete Rigas erst mit der Coalition pour la Vie et la Famille, später mit der Allianz für Frieden und Freiheit zusammen.
Im Dezember 2017 ging die LEPEN in der Ethniko Metopo (Nationale Front) auf.

### Spartiates
Die rechtsextreme Partei Spartiates ist seit der Parlamentswahl von 2023 mit 12 Sitzen (4,7 % der Wählerstimmen) im griechischen Parlament vertreten. Die Partei wurde 2024 nicht zu den Europawahlen zugelassen, da es sich um eine Nachfolgepartei der verbotenen Chrysi Avgi handele. Ausschlaggebend für das Urteil war die prominente Unterstützung der Partei durch den ehemaligen Chrysi-Avgi-Vorsitzenden Ilias Kasidiaris aus dem Gefängnis heraus.

## Wahlergebnisse
| Jahr        | Stimmen | Anteil | Mandate | Platz |
| ----------- | ------- | ------ | ------- | ----- |
| 1996        | 4.537   | 0,1 %  | 0/300   | 14.   |
| 2000        | —       | —      | 0/300   | —     |
| 2004        | —       | —      | 0/300   | —     |
| 2007        | —       | —      | 0/300   | —     |
| 2009        | 19.636  | 0,3 %  | 0/300   | 10.   |
| 2012 (Mai)  | 440.966 | 7,0 %  | 21/300  | 5.    |
| 2012 (Jun.) | 426.025 | 6,9 %  | 18/300  | 5.    |
| 2015 (Jan.) | 388.387 | 6,3 %  | 17/300  | 3.    |
| 2015 (Sep.) | 379.581 | 7,0 %  | 18/300  | 3.    |
| 2019        | 165.709 | 2,9 %  | 0/300   | 7.    |

| Jahr | Stimmen | Anteil | Mandate | Platz |
| ---- | ------- | ------ | ------- | ----- |
| 1994 | 7.242   | 0,1 %  | 0/25    | 19.   |
| 1999 | —       | —      | 0/25    | —     |
| 2004 | —       | —      | 0/24    | —     |
| 2009 | 23.566  | 0,5 %  | 0/22    | 12.   |
| 2014 | 536.913 | 9,4 %  | 3/21    | 3.    |
| 2019 | 275.822 | 4,9 %  | 2/21    | 5.    |

## Film
- Dichotomus; Filippos Balabanos; Peter James; 2013[235]